# Endlich Stille
Endlich Stille ist ein Roman von Karl-Heinz Ott.

## Überblick
Das Buch wurde in Deutschland erstmals 2005 vom Hamburger Hoffmann und Campe Verlag veröffentlicht (ISBN 3-455-05830-2). 2007 erschien es als Taschenbuch im Münchener Deutschen Taschenbuch-Verlag. Zudem wurde Endlich Stille 2007 bei Hoffmann und Campe auch als Hörbuch auf 4 CDs herausgebracht, gelesen von Bernd Geiling unter der Regie von Brigitte Landes (ISBN 978-3-455-30496-1).

## Handlung
Als der Erzähler auf der Heimreise von Amsterdam nach Basel einen Halt in Straßburg einlegt und auf der Suche nach einem Hotel ist, begegnet er einem Fremden namens Friedrich Grävenich, der nach Kontaktaufnahme die gleiche Bleibe aufsucht wie der Protagonist. Bei der Ankunft schlägt er vor, den Abend in einer Brasserie um die Ecke zu verbringen, womit der Hauptakteur einverstanden ist. In der Kneipe fängt der Fremde an, Geschichten aus seinem Leben zu erzählen, und erdrückt praktisch damit den Erzähler, da dieser kaum noch zu Wort kommt. Aus Friedrichs Erzählungen geht hervor, dass er Pianist an einer Mannheimer Musikschule ist und einst in Zürich eine Beziehung mit einer kamerunischen Prostituierten unterhielt. Während er immer wieder Weinflaschen leert und neue ordert, berichtet er endlos über seine Jugend und philosophiert. Wegen Trunkenheit wird er aus der Bar geworfen und beide landen per Taxi in einer anderen Bar, aus der sie jedoch sofort wieder verwiesen werden. Auf Grävenichs Bitte an den Erzähler, ihm seine Adresse zu geben, erfindet dieser eine, da er sich durch Friedrichs ständiges Gerede belästigt fühlt. Nach einer weiteren Taxifahrt gelangen sie in ein Bordell, wo der Erzähler flieht. Nachdem er sich öfter verirrt hat, gelangt er zum Hotel, packt die Koffer und lässt sich zu einem anderen Bahnhof bringen, von wo er mit dem nächsten passenden Zug nach Basel fährt.
Der Protagonist, der Philosophieprofessor an der Basler Universität ist, verbringt sein Semester ohne weitere große Störungen. Obwohl seine Ex-Geliebte Marie in einer Beziehung mit einem Bühnenbildner ist, verbringen der Erzähler und seine Ehemalige noch Abende und Nächte zusammen. Als Marie mit ihrem Freund für vier Wochen nach Sumatra aufbricht, erhält der Professor einen Anruf, in dem sich Friedrich ankündigt. Obwohl er versucht, dem Musiker aus dem Weg zu gehen, trifft er ihn dennoch per Zufall, als er seinen alten Studienfreund Benno vom Bahnhof abholt. Abends in der Kneipe verstehen sich Benno und Friedrich sehr gut; der Erzähler sitzt nur schweigend dabei. Als Benno am nächsten Tag abreist, jedoch Friedrich weiterhin zu Gast bleibt, entsteht ein sich ständig wiederholender Tagesrhythmus: Gegen Mittag essen beide im Restaurant „Mister Wong“ und abends betrinken sich beide in der Kneipe „Am Krummen Turm“. Während der Protagonist den Musiker anfangs noch zu Besichtigungstouren im Umfeld Basels mitschleppt, um der Enge, die der ungebetene Gast erzeugt, zu entweichen, bleiben sie später nur noch in der Wohnung und leben jeden Tag nach dem gleichen Rhythmus. Da sich der Gastgeber von der Anwesenheit des neuen Mitbewohners immer mehr bedrückt fühlt, betrinkt er sich abends sogar bis zur Bewusstlosigkeit, um besser in den Schlaf zu gelangen. Ein schlechtes Gewissen hindert den Professor immer wieder, Friedrich zu bitten endlich zu gehen.
Unter dem Vorwand, zur Beerdigung eines guten Freundes zu gehen, flieht er aus seiner eigenen Wohnung und hofft, dass der Belagerer diese verlassen wird, sobald er merkt, dass der Protagonist nicht mehr wiederkommt. Diese Zeit will der Erzähler auch nutzen, um wieder in Kontakt mit der inzwischen wieder zurückgekehrten Marie zu treten, was jedoch daran scheitert, dass sie nicht verstehen kann, warum er den „Besatzer“ seiner Wohnung nicht einfach hinauswirft. Sie bemerkt auch, dass sich der Protagonist durch die ständigen Besuche in der Kneipe zu einem Alkoholiker entwickelt hat und nervlich am Boden ist.
Als der Professor nach drei Tagen wieder nach Hause geht, entdeckt er dort immer noch Grävenich, der jedoch ängstlich ist, da er durch nicht weiter erläuterte Umstände bei einem Bordell von einem Taxifahrer Morddrohungen bekommen hat. Den Vorschlag des Erzählers, in die Alpen, genauer gesagt nach Liechtenstein zu fliehen, um sich vor dem Taxifahrer zu schützen, nimmt er nur mit sehr viel Unmut an. Dadurch, dass der Professor beginnt, selbst wieder Entscheidungen zu treffen, und sich nicht von Friedrich unterdrücken lässt, gewinnt er wieder Macht über sich und sieht sich als Gewinner des von Grävenich gespielten Spiels.
Als beide dort bei schlechten Wetterverhältnissen einen Berg besteigen, fällt der angetrunkene Grävenich in einen Abgrund. Der Protagonist geht ruhig den Berg hinab und verständigt auch nicht die Polizei. Es bleibt unklar, ob der Sturz durch einen Unfall oder durch ein Einwirken des „Helden“ geschah.

## Wirkung und Kritik
Durch das Schreiben langer und komplexer Sätze, die hypotaktisch verfasst sind, lässt sich „das subtile Erzähltalent des Autors, seine musikalisch-rhythmische Begabung, seine Intelligenz“ entdecken. Obwohl in den Roman viele kleine Nebengeschichten eingearbeitet sind und durch ein Abtauchen des Erzählers in Gedanken öfter Sprünge entstehen, tragen diese die Handlung fort oder verstärken die Möglichkeit, mitzufühlen. Dabei stören sie auch nicht den Lesefluss. Im doppelten Vorkommen des Wortes „Ich“ im Namen Friedrich Grävenich lässt sich die Selbstfixierung des Musikers erkennen.
Dem Autor gelingt es, sogar den Tod Grävenichs, der leicht als Mord interpretierbar wäre, als gerechtfertigt darzustellen. Jedoch lebt der Leser sich nicht allzu sehr in die Person des Erzählers ein, da einige seiner Handlungen nicht klar nachvollziehbar sind.
Das Buch bekam durchweg sehr gute Kritiken und wurde mit drei Preisen ausgezeichnet:
- Alemannischer Literaturpreis
- Candide-Preis des Literarischen Vereins e.V. Minden
- Preis der LiteraTour Nord